# تحلیل سازه‌ها (کتاب تهرانی‌زاده)
تحلیل سازه‌ها کتابی از محسن تهرانی زاده است که در سال ۱۳۷۳ منتشر و در مراسم کتاب سال جمهوری اسلامی ایران به‌عنوان کتاب برگزیده معرفی شد.